# Rikke Hoffbeck
Rikke Hoffbeck Petersen (født 22. juli 1997 i Sønderborg) er en dansk håndboldspiller som spiller venstre fløj for Skanderborg Håndbold i Damehåndboldligaen. Hun har tidligere spillet for SønderjyskE Håndbold og EH Aalborg.
I april 2022 skrev hun under på en kontrakt med ligaklubben Skanderborg Håndbold, efter at have spillet to sæsoner i EH Aalborg i 1. division.